# Ricardo Barrios
Marvin Ricardo Barrios Álvarez (La Ceiba, Honduras, 22 de febrero de 1994) es un futbolista hondureño. Juega como lateral derecho y su club actual es el Juticalpa de la Liga Nacional de Honduras. Su hermano menor, Alex Güity, es jugador del Club Deportivo Olimpia.

## Trayectoria

### Inicios
Ricardo Barrios se inició en el Club Deportivo Recreativo, un equipo hondureño burocrático que pertenece a la Colonia Kennedy de Tegucigalpa. Después de su paso por el Recreativo, con el que tuvo una muy buena actuación, finalmente fue contratado por el Club Deportivo Motagua de la Liga Nacional de Fútbol Profesional de Honduras.

### Motagua
Debutó el 14 de abril de 2012 en el triunfo 1-0 de Motagua sobre Marathón. Ese día, Sergio Mendoza puso de rodillas a los verdes y Barrios jugó los 90 minutos. Después estuvo en el triunfo 2-0 sobre el Victoria. En su tercer partido le anotó un gol al Deportes Savio y el ciclón goleó 4-1 a los totoposteros.

## Selección nacional
Ricardo Barrios nada más ha sido seleccionado con la Sub-20 de Honduras, en 2012 fueron eliminados por la Selección de fútbol de Nicaragua del mundial de Turquía Sub-20.

## Clubes
| Club          | País     | Año             |
| ------------- | -------- | --------------- |
| Motagua       | Honduras | 2012 - 2015     |
| Olimpia       | Honduras | 2016 - 2017     |
| Lepaera       | Honduras | 2017 - 2018     |
| Parrillas One | Honduras | 2018            |
| Juticalpa     | Honduras | 2019 - Presente |

## Palmarés

### Campeonatos nacionales
| Título          | Club    | País     | Año  |
| --------------- | ------- | -------- | ---- |
| Torneo Apertura | Motagua | Honduras | 2014 |
| Torneo Clausura | Olimpia | Honduras | 2016 |